# 第一代芒斯特伯爵喬治·菲茲克拉倫斯
第一代芒斯特伯爵喬治·菲茲克拉倫斯（英語：George FitzClarence, 1st Earl of Munster，1794年1月29日—1842年3月20日）是英國國王威廉四世與情婦多蘿西婭·喬丹的一名私生子。

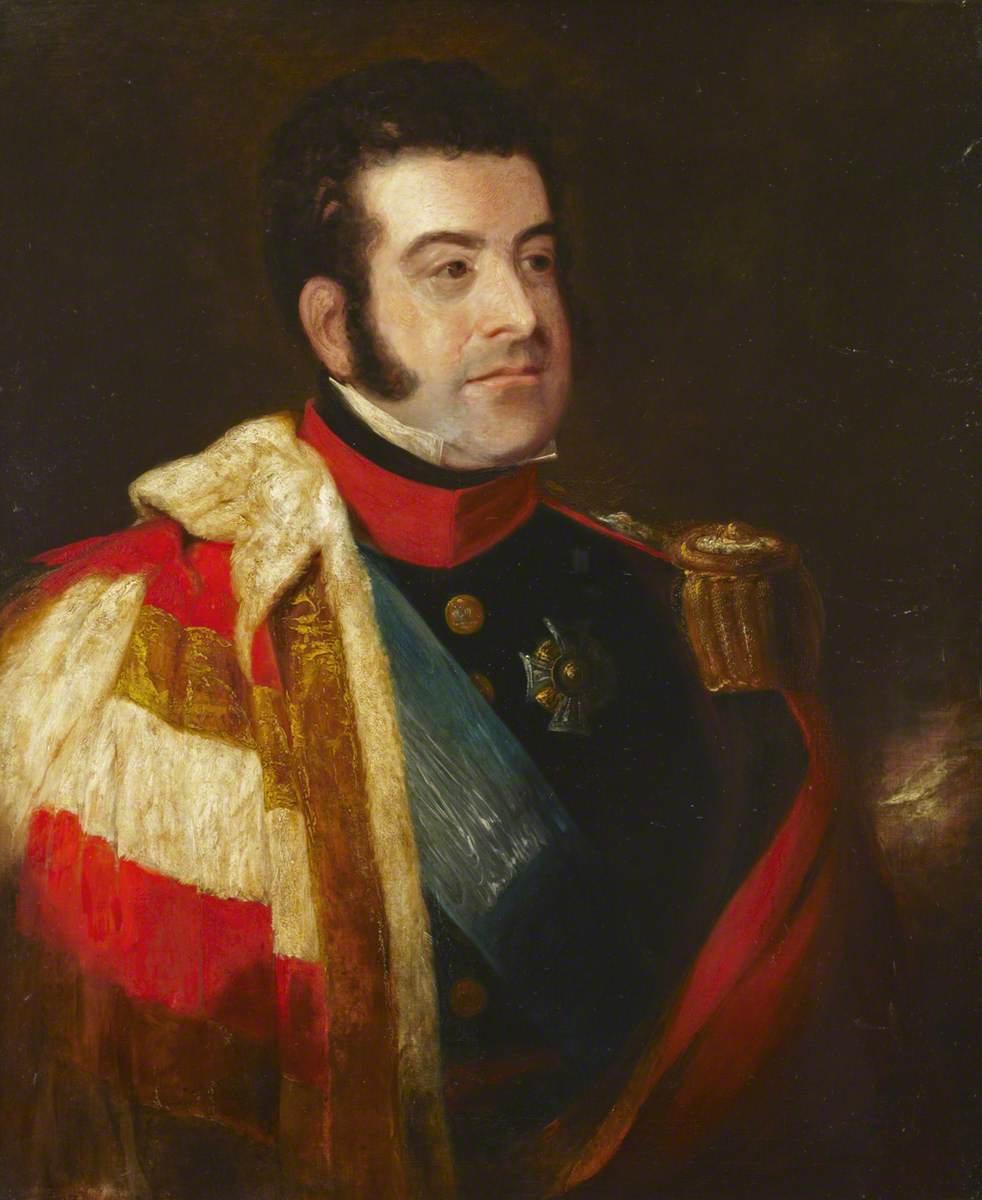
芒斯特伯爵喬治·菲茲克拉倫斯

喬治出生於1794年，是威廉與多蘿西婭·喬丹生下的十名私生子女中的長子；十人皆被冠上「菲茲克拉倫斯」（FitzClarence）作為姓氏，名稱來自於威廉即位前受封的爵位克拉倫斯公爵。1831年，威廉四世登基後一年，冊封他為第一代芒斯特伯爵，以愛爾蘭芒斯特省為名。1833年他被任命為樞密院成員。
喬治·菲茲克拉倫斯長年患有精神疾病，1842年舉槍自盡。他的長子威廉·菲茲克拉倫斯繼承為第二代伯爵。